# Żeleźniak (Wyżnia Kira Miętusia)
Żeleźniak – żleb w orograficznie prawych zboczach Doliny Kościeliskiej w Tatrach Zachodnich. Wcina się w północno-zachodnie zbocza przełęczy Spalone Siodło i uchodzi do środkowej części polany Wyżnia Kira Miętusia. Jego orograficznie lewe zbocza tworzy grzbiet Kończystej Turni, prawe grzbiet Czerwonego Gronika. Rejon żlebu porasta las świerkowy, Dnem żlebu od wysokości około 1170 m spływa niewielki potok wypływający dwoma źródłami (jedno u podnóży Czerwonego Gronika, drugie u podnóży Kończystej Turni). Potok zanika w dużym stożku napływowym u wylotu lasu na Wyżnej Kirze Miętusiej.
Jest to jeden z trzech żlebów po wschodniej stronie polany Wyżnia Kira Miętusia, najdalej z nich wysunięty na południe. Wszystkimi trzema żlebami po większych opadach znoszony jest z góry rumosz skalny i ziemia. Tworzą one po wschodniej stronie polany stożki napływowe, powodując, że dawniej płaskie dno polany (było to dno Potoku Kościeliskiego) stało się po wschodniej części wyższe. Stożki napływowe zepchnęły koryto potoku na zachód, pod zbocza Kościeliskich Kopek.